# Camarón de la Isla
Camarón de la Isla, rodným jménem José Monje Cruz (5. prosince 1950 – 2. července 1992) byl španělský zpěvák romského původu, významný představitel flamenca a andalúzské hudby, do nichž jako jeden z prvních zakomponoval elektrickou kytaru a předznamenal tak Nuevo Flamenco. Devět alb nahrál ve dvojici s Paco de Lucíou (v letech 1969-1977), později hrával s jeho studentem Tomatitem. Jeho pohřbu roku 1992 se zúčastnilo více než 100 000 lidí. V roce 2005 byl o něm natočen životopisný snímek Camarón režiséra Jaime Chávarriho, kde Camaróna ztvárnil Óscar Jaenada, a který byl nominován a několik cen Goya.

## Diskografie
S Paco de Lucíou
- Al Verte las Flores Lloran (1969)
- Cada Vez que Nos Miramos (1970)
- Son Tus Ojos Dos Estrellas (1971)
- Canastera (1972)
- Caminito de Totana (1973)
- Soy Caminante (1974)
- Arte y Majestad (1975)
- Rosa María (1976)
- Castillo de Arena (1977)
- Camaron en la Venta de Vargas (2006)

s Paco de Lucíou a Tomatitem
- Como el Agua (1981)
- Calle Real (1983)
- Viviré (1984)
- Potro de Rabia y Miel (1992)

s Tomatitem
- Te lo Dice Camarón (1986)
- Flamenco Vivo (1987)
- Camarón Nuestro (1994)
- Paris 1987 (1999)

Sólově
- La Leyenda del Tiempo (1979)
- Soy Gitano (1989) (s Royal Philharmonic Orchestra)